# Церква Благовіщення Пресвятої Богородиці (Середній Студений)
Церква Благовіщення Пресвятої Богородиці (Середній Студений) — дерев'яна церква в селі Нижній Студений, Закарпатської області, Україна,  пам'ятка архітектури національного значення, датована 1812-1820 роками.

## Історія
Церква побудована в 1812  році, датована по напису на одвірку: 
| “СОЙЗВОЛЕНИЕМ ОЦА ПС…ЛАНІЕ СТАГО ДУХА РОКУ БОЖИЯ \| AWIB (1812) МІСЯЦЯ ІЮНІЯ Г.”. |
В радянські часи церква охоронялась як пам'ятка архітектури Української РСР (№ 226).

## Архітектура
Структурно церква тризрубна, побудована з ялинових брусів. Квадратний зруб нави, є найширший у порівнанні з прямокутними зрубами бабинця та вівтаря. Зруби з'єднані "в лапу". До бадинця добудована двоярусна галерея, аркаду другого ярусу якої розташована навколо верхнього ярусу бабинця. Нава і бабинець мають спільний дах, а вівтар свій нижчий, які оббиті бляхою. Над бабинцем збудована низька вежа, верхня частина якої є каркасною, з восьмигранним, приземкуватим бароковим завершенням. Над навою і вівтарем встановлені барокові маківки. Опасання церкви розташовується на вінцях зрубів, які виконані в фігурному стилі. Ганок церкви закритий дошками та засклений.
Дах церкви з внутрішньої сторони має коробове склепіння. Церква покрита дерев'яним різьбленням XVIII ст., зокрема стовпчики ганку, одвірки входу,  випуски вінців зрубів, аркади нижніх голосниць. Всередині церкви побудовані хори, є старий іконостас і бічні вівтарі, один з яких (зліва) створив Ігнатій Глинський на замовлення Івана Кондрича, за кошти Михайла Матуляка, старости села Івана Ґимби, Стефана Фурданика, Федіра Кополовича та пароха церкви Антона Сабада, а вівтар справа у 1870 році купив Ілько Кондрич.
Зруби і ганок схожі на відповідні елементи церкви святого Миколая у Верхньому Студеному.

## Дзвіниця
Коло церкви розташовується квадратна двоярусна дерев'яна дзвіниця, нижній з яких зі зрубу, а верхній каркасний. Нижній ярус вкритий опасанням, азагалом дзвіниця вкрита шатровим дахом, під яким розташована двоярусна аркада голосниць.

## Див також
- Свято-Михайлівська церква (Вишка);
- Церква святого Михайла (Ужок);
- Церква святого Миколая (Шевченківський Гай);
- Церква святого Юра (Дрогобич);
- Церква святого Миколая (Турка).